# Carl Friedrich von Pückler-Burghauss

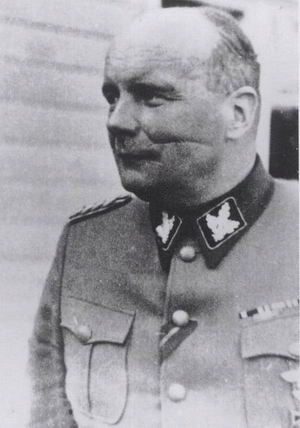
Carl Friedrich von Pückler-Burghauss

Carl Friedrich Graf von Pückler-Burghauss, Freiherr von Groditz (* 7. Oktober 1886 in Breslau; † 12. oder 13. Mai 1945 in Rakowitz, Dritte Tschechoslowakische Republik) war ein deutscher Politiker (NSDAP), SA-Führer und während des Zweiten Weltkrieges zuletzt SS-Gruppenführer und Generalleutnant der Waffen-SS.

## Leben und Wirken

### Familie, Erster Weltkrieg und Weimarer Republik
Carl Friedrich wurde am 7. Oktober 1886 in der niederschlesischen Stadt Breslau als erster Sohn des preußischen Politikers Friedrich Graf von Pückler-Burghauss (* 3. Februar 1849; † 10. Juli 1920) und der Gräfin Ella von Köppen (1862–1899) in die schlesische Adelsfamilie von Pückler-Burghauss geboren. Seine jüngeren Brüder waren Sylvius und Otto von Pückler-Burghauss. Sein Großvater war der preußische Politiker Karl von Pückler-Burghauß.
Am 20. Mai 1913 heiratete er Olga-Elisabeth Prinzessin von Sachsen Altenburg, Herzogin zu Sachsen (1886–1955), die älteste Tochter von Albert von Sachsen-Altenburg und der Marie von Preußen. Aus der Ehe gingen drei Kinder hervor: Die Töchter Ella-Viola (* 8. April 1914; † 4. April 1982), verh. von Flotow, und Eleonore-Renata (* 25. November 1919; † 4. November 1997), zuletzt verh. Petersen, sowie der Sohn Karl Rudiger (*/† 1923).
Am 1. April 1908 trat Pückler-Burghauss in das Leibkürassier-Regiment ein. Am 25. Juni 1909 erhielt er das Leutnantspatent. Am 1. Januar 1913 wurde er zu den Reserveoffizieren überführt. Er nahm mit seinem Regiment am Ersten Weltkrieg teil, in dem er unter anderem mit dem Eisernen Kreuz beider Klassen ausgezeichnet wurde. 1917 wurde er in den Generalstab des VI. Armeekorps versetzt. Im September 1919 nahm er seinen Abschied als Rittmeister, um fortan, spätestens seit 1921, als Landwirt die elterlichen Güter zu bewirtschaften. Zu Schloß Friedland gehörten zu jener Zeit das Rittergüter Ellguth-Friedland mit 749 ha, Floste 404 ha, Friedland selbst mit Schloß, Gut und Vorwerk, 536 ha, Rittergut Sabine auf 336 ha Land sowie RG Wiersbel III, 165 ha. Friedland galt als Majoratsherrschaft, einzelne Teile des Besitztums waren unterverpachtet.
Von 1919 bis 1931 war er Mitglied der Deutschnationalen Volkspartei. Neben seiner politischen Tätigkeit betätigte Pückler-Burghauss sich auch schriftstellerisch. In den 1930er Jahren veröffentlichte er zunächst Bücher über seine Jagderlebnisse und später auch einen Band über seine Kriegserlebnisse bis 1942.
Von 1920 bis 1938 gehörte Pückler der Schlesischen Genossenschaft des Johanniterordens als Ehrenritter an.

### Karriere in der NSDAP und SA (1931 bis 1934)
Zum 1. Dezember 1931 trat Pückler-Burghauss in die NSDAP (Mitgliedsnummer 788.697) und in die SA ein, in der ihm noch im gleichen Monat der Rang eines Sturmbannführers verliehen wurde. Nachdem er in der ersten Hälfte des Jahres 1932 als Gauredner der NSDAP in Schlesien aktiv gewesen war, erfolgte am 1. Juli 1932 seine Übernahme als hauptamtlicher SA-Führer.
Vom 1. Juli bis zum 14. Dezember 1932 war Pückler-Burghauss SA-Führer z. b. V. und Referent für Wehrfragen beim Stab der SA-Gruppe Schlesien und vom 15. Dezember 1932 bis 30. November 1933 (zunächst beauftragter) Stabsführer der SA-Gruppe Schlesien. Er wurde am 29. Dezember 1932 rückwirkend auf den 1. Juli 1932 zum SA-Standartenführer und am 10. April 1933 zum SA-Oberführer befördert. Vom 1. Juni bis 30. Juni 1933 war er Stabsführer der SA-Obergruppe I (mit den unterstellten SA-Gruppen Berlin-Brandenburg, Ostmark, Schlesien, Pommern und Nordmark), anschließend bis 14. März 1934 beauftragter Stabsführer der SA-Obergruppe III (SA-Gruppen Berlin-Brandenburg, Ostmark und Schlesien, Dienstsitz: Breslau).
Bei der Reichstagswahl im März 1933 wurde Pückler-Burghauss Reichstagsabgeordneter der NSDAP für den Wahlkreis 9 (Oppeln). Er stimmte im März 1933 im Reichstag für das Ermächtigungsgesetz, das den Weg in die Diktatur letztlich öffnete. Bei den Reichstagswahlen vom 12. November 1933 wurde er aufgrund von Differenzen mit dem schlesischen Gauleiter Helmuth Brückner nicht wieder als Kandidat aufgestellt.
Vom 15. März bis 30. Juni 1934 war Pückler-Burghauss hauptamtlicher SA-Führer unter SA-Obergruppenführer Edmund Heines, welcher zugleich (seit 31. Juli 1931) Führer der SA-Gruppe Schlesien war, sodann Stabsführer der (neuen) SA-Obergruppe VIII (SA-Gruppe Schlesien, Dienstsitz: Breslau). Nach dem sogenannten Röhm-Putsch schied Pückler-Burghauss vorerst mit Wirkung vom 1. Juli 1934 aus dem hauptamtlichen Dienstverhältnis bei der SA aus und war bis zum 30. Januar 1937 SA-Führer z. V. der Obersten SA-Führung (OSAF).
Nach einer Tätigkeit als selbständiger Landwirt von Juli 1934 bis Anfang 1937 wurde er zum 30. Januar 1937 erneut in den aktiven (hauptamtlichen) SA-Dienst übernommen: Vom 1. Februar 1937 bis 2. Juli 1939 fungierte er zunächst als Amtschef in der OSAF. Nach seiner Beförderung am 1. Mai 1937 zum SA-Brigadeführer war Pückler-Burghauss vom Oktober 1937 bis 2. Juli 1939 Leiter des Verbindungsamts Berlin der Obersten SA-Führung, bevor er am 1. Juli 1939 endgültig aus dem hauptamtlichen SA-Dienst entlassen wurde.
Aus dem Johanniterorden trat er gemäß dem so genannten Heß-Erlass vom Februar, der nicht erlaubten Doppelmitgliedschaft von NSDAP und Orden, weisungsgemäß im Herbst 1938 aus. Dies betraf damals etwa zehn Prozent der Ordensmitglieder. Die Austritte wurden in den Johanniter-Ordensblätter veröffentlicht. Pückler ist dort nicht der einzig bekannte Name aus dem preußischen Landadel. Am gleichen Tag wurde unter anderem das Ausscheiden des Reichssportführers Hans von Tschammer und Osten verkündet.

### Karriere in der SS (1939 bis 1945)
Am 25. November 1939 stellte Pückler-Burghauss den Antrag an die Oberste SA-Führung auf Genehmigung zum Übertritt in die Schutzstaffel (SS). Nach der Einwilligung der OSAF wurde er am 1. Juli 1940 schließlich als Mitglied in die SS (SS-Nummer 365.136) aufgenommen, in der er noch am selben Tag den Rang eines SS-Brigadeführers erhielt.
Anfang 1942 wurde er als Stellvertreter des erkrankten Erich von dem Bach-Zelewski zum Höheren SS- und Polizeiführer (HSSPF) für den Bereich Russland-Mitte ernannt. Von Januar bis Anfang Mai unterstanden somit die am Massenmord an den sowjetischen Juden beteiligten Einsatzgruppen im Abschnitt Mitte direkt Pückler-Burghauss als HSSPF Mitte. Nach seiner Rückkehr am 7. Mai beschrieb von dem Bach in seinem Kriegstagebuch Pückler-Burghauss als schwer alkoholabhängig und beschwerte sich über dessen Untätigkeit bei der Partisanenbekämpfung. Am 12. September 1942 wurde dieser zum Befehlshaber der Waffen-SS im Protektorat Böhmen und Mähren ernannt und in den Rang eines SS-Brigadeführers und Generalmajors der Waffen-SS befördert. Im Mai 1943 erfolgte eine weitere Beförderung, diesmal zum Befehlshaber der 15. SS-Waffen-Grenadier-Division der SS in Lettland im Rang eines SS-Gruppenführers und Generalleutnants der Waffen-SS. Diesen Posten bekleidete er bis zum 17. Februar 1944. Am 20. März 1944 wurde ihm erneut sein früheres Kommando als Befehlshaber der Waffen-SS im Protektorat Böhmen und Mähren zugewiesen, das er bis zum Ende des Zweiten Weltkrieges ausübte. Offiziell erhielt den Dienstgrad Gruppenführer Anfang August 1944.

### Kriegsende, Kapitulation und Freitod (Mai 1945)
Als Befehlshaber der Waffen-SS-Verbände, die ab dem 7. Mai 1945 gegen den Prager Aufstand eingesetzt wurden, wollte sich Pückler-Burghauss zunächst nicht dem kommandierenden General Rudolf Toussaint unterordnen und tat dies erst nach einem telefonischen Eingreifen Feldmarschall Schörners. Danach forderte er mit den Worten „Das ganze Nest muss brennen“, das historische Stadtzentrum durch Brandbomben dem Erdboden gleichzumachen. Dies wurde nur durch den Einspruch von General Toussaint verhindert. In einer Meldung vom Abend des 7. Mai gegen 23:30 Uhr beschrieb Pückler-Burghauss seine weitere Planung:
„Gemäß den bisherigen Erfahrungen wegen Mangel an Artillerie und Luftunterstützung das Vorrücken nur bei Niederbrennung der Blöcke erfolgreich. Die tschechischen bürgerlichen Kreise möchten den Kampf einstellen. Die Kommunisten führen und kämpfen. Sie rechnen mit Wlasow. Für die Nacht allen Gruppen angeordnet, Brand- und Sprengtrupps einzusetzen. Bei Morgengrauen greifen die Kampfgruppen in schmaler Schlachtfront an. Wir fordern von neuem einen starken Einsatz der Luftwaffe gegen den Wenzelsplatz – Graben. Die verstreuten Luftangriffe vom heutigen Tage waren zwecklos. Es handelt sich darum, Panik hervorzurufen und sie für den Angriff zu nutzen.“
Nachdem am 8. Mai den ganzen Tag über die Kampfhandlungen fortgesetzt wurden, unterzeichnete General Toussaint um 16:00 Uhr ein zunächst nur Protokoll genanntes Schriftstück als Kapitulation der deutschen Truppen in Prag. Pückler-Burghauss weigerte sich zuerst, die Kampfhandlungen einzustellen und musste von Karl Hermann Frank zur Folgeleistung gezwungen werden.
Ab dem Morgen des 9. Mai führte Pückler-Burghauss die überlebenden deutschen Truppen nach Westen, um sie in amerikanische Kriegsgefangenschaft zu bringen. Diese Truppen galten nach der Kapitulation als „bewaffnete Gefangene“. Zahlreiche deutsche Zivilisten schlossen sich seinen Einheiten bei der Flucht an. Am 10. Mai lehnte der Befehlshaber der 4. US-Panzerdivision, Brigadegeneral William H. Hoge ein Kapitulationsgesuch Pückler-Burghauss' ab. Zuvor war der Verband bereits am 9. Mai durch tschechische Partisanenverbände, die das Vorrücken in Richtung der amerikanischen Linien verstellt hatten, zum Halten gezwungen worden. Mit dem Eintreffen sowjetischer Truppen der 1., 2. und 4. Ukrainischen Front begann am Nachmittag des 11. Mai, drei Tage nach der offiziellen bedingungslosen Kapitulation aller deutschen Truppen, die sog. Schlacht bei Sliwitz. In ihrem Verlauf wurden nochmals über 1000 Menschen auf allen Seiten getötet. Die Amerikaner unterstützten den Angriff mit Artillerie-Feuer auf die SS-Stellungen und weigerten sich zudem erneut, Pückler-Burghauss und seine Familie durch Gefangennahme dem Zugriff der Roten Armee zu entziehen. Nach einer um Tage verspäteten Einsicht in die militärische Lage unterzeichnete Pückler-Burghauss im Beisein amerikanischer und sowjetischer Militärvertreter am 12. Mai 1945 gegen 3:00 Uhr morgens die letzte militärische Kapitulation des Zweiten Weltkriegs auf europäischem Boden und beging anschließend Suizid. Sein Leichnam wurde auf dem Zentralfriedhof von Brünn beigesetzt.

## Schriften
- Jagen, Reisen, lustig sein. Aus grünem Wald und buntem Leben, Paul Parey, 1. Auflage, Berlin 1936.
- Wild, Wald und Welt. Ein fröhliches Wanderbuch, Paul Parey, Berlin 1938.
- Gesehen, gedacht und gelacht. Erinnerungen aus den Feldzügen 1939–1942, Privatdruck, Prag 1943.